# スーペルクラシコ (ウルグアイ)

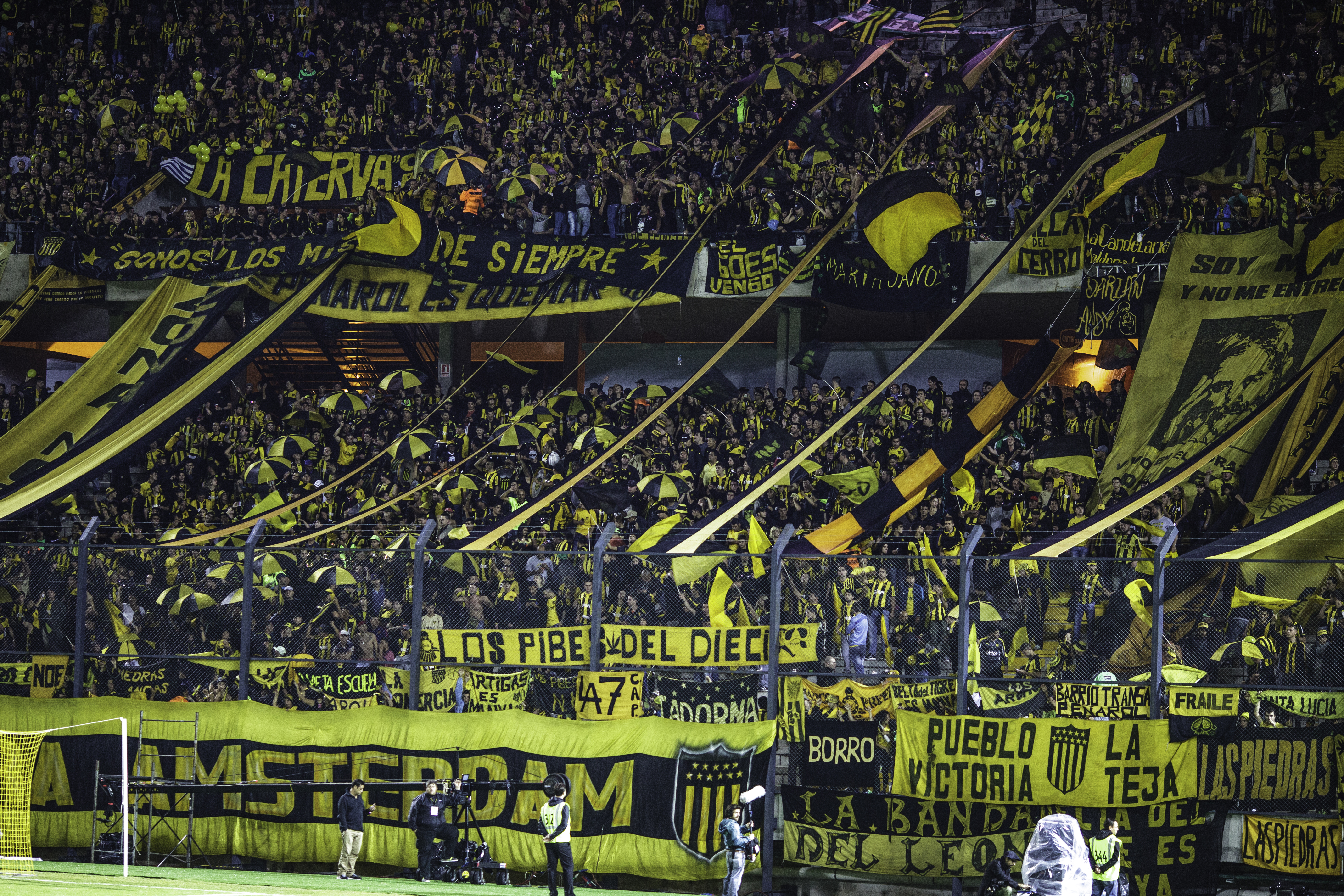
ペニャロールのサポーター

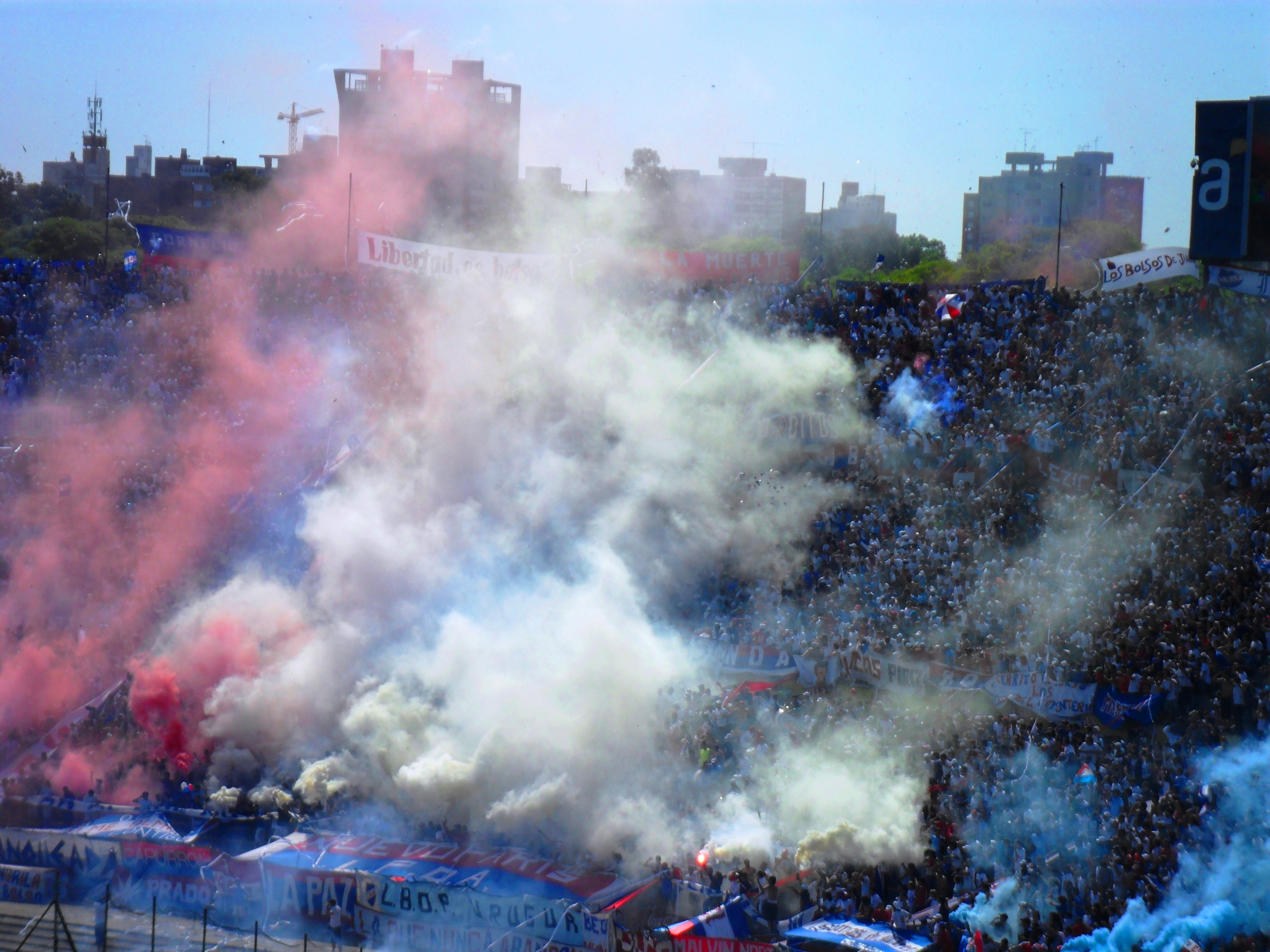
ナシオナルのサポーター

クラシコ・デル・フトボル・ウルグアージョ（スペイン語: Clásico del Fútbol Uruguayo）またはスーペルクラシコ（スペイン語: Superclásico）は、ウルグアイの首都モンテビデオを本拠地とする2つのサッカークラブ、CAペニャロールとクルブ・ナシオナル・デ・フットボールとの間で行われるラテンアメリカで最も歴史のあるダービーマッチである。

## 歴史
ウルグアイのスーペルクラシコは、ウルグアイのサッカーにおいてはもちろんのこと、アメリカ大陸全体を見渡しても最も重要なライバル関係の1つである。ウルグアイで最も人気のある2大サッカークラブのCAペニャロールとクルブ・ナシオナル・デ・フットボールの間で争われる。2019シーズン終了時点で、両クラブは、ウルグアイ国内リーグのプリメーラ・ディビシオン116シーズンのうち97回（ペニャロール50回、ナシオナル47回）の優勝を占めている。国際大会においても、両クラブ合わせてコパ・リベルタドーレス優勝8回、インターコンチネンタルカップ優勝6回を含む、数多くのタイトルを獲得している。両クラブの初対戦は19世紀末の1900年7月15日で、イギリス以外では世界でも最古のダービーマッチの1つである。

### ペニャロールの起源
南米にはヨーロッパ出身の移民労働者によって創設されたサッカークラブが多く、CAペニャロールもまた、1891年9月28日にセントラル・ウルグアイ鉄道で働くイギリス人達によってCURCC（セントラル・ウルグアイ・レールウェイ・クリケット・クルブ）として創設された。モンテビデオ郊外のビジャ・ペニャロールを活動拠点とした。黄色と黒色のクラブカラーは鉄道の信号と踏切の色に由来する。創設メンバー118人のうち、72人がイギリス人、1人がドイツ人、45人がウルグアイ人であった。1900年、同じくヨーロッパ出身者が中心となって運営する4クラブでサッカーリーグを創設。1911シーズンまでに5回のリーグ優勝を果たすなど好成績を収めていたが、次第に親会社にとってクラブ運営が負担になっていき、1913年12月13日にセントラル・ウルグアイ鉄道から独立してペニャロールを結成した。1923年、ペニャロールはウルグアイサッカー協会（AUF）に造反してウルグアイサッカー連盟（FUF）を設立、独自の国内リーグを立ち上げた。その後1927年に再統合されるまで国内サッカーは大混乱に陥った。1927シーズンに正規の国内リーグへの再加盟を果たし現在に至っている。

### ナシオナルの起源
一方、クルブ・ナシオナル・デ・フットボールは旧来からモンテビデオに住むウルグアイ人が中心となって創設した南米ネイティブのクラブである。当時のモンテビデオの人口29万人の半数以上はウルグアイ国外出身者であった。そんな中、1899年5月14日にナシオナルは創設された。トリコロールのクラブカラーは、ウルグアイ独立の英雄ホセ・アルティガスの3色旗に由来する。CURCCをはじめヨーロッパ人によって運営されるクラブが多数を占める中、クリオーリョの選手によるクラブの結成は悲願であり、ナショナリズム支持者を中心に急速に人気を獲得した。国内リーグへの初年度の参加は拒否されたものの、リーグ創設2年目の1901シーズンにようやく参加を果たした。以来、一世紀超にわたり一度もリーグ脱退や2部降格すらも経験することなく現在に至っている。ウルグアイ人のためのクラブであることを証明するように、ウルグアイ代表がアルゼンチン代表から初勝利をあげた1903年9月13日の親善試合のメンバーは、完全にナシオナルの選手だけで構成されていた。
このように、両クラブは人気と実績において国内を二分してきただけでなく、モンテビデオ郊外のイギリス人労働者のスポーツクラブにルーツを持つペニャロールと、クリオーリョが立ち上げて都心部で発展してきたクルブ・ナシオナル・デ・フットボール、さらに一度はウルグアイサッカー協会に反旗を翻したペニャロールと、協会に対し常に忠実であり続けるナシオナル、というアイデンティティの違いも互いの対抗意識を増長させてきた。19世紀に始まった2大クラブのライバル関係は21世紀に入った現在も続いている。

## スタジアム
CAペニャロールのホームスタジアムは2016年にオープンしたエスタディオ・カンペオン・デル・シグロである。クルブ・ナシオナル・デ・フットボールのホームスタジアムは1900年開場で、1930年に開催された第1回ワールドカップの会場にもなったエスタディオ・グラン・パルケ・セントラルである。
カンペオン・デル・シグロが完成するまでは、ペニャロールは、第1回ワールドカップの決勝の聖地であるエスタディオ・センテナリオを事実上ホームスタジアムとして使用していた。一方のナシオナルも、グラン・パルケ・セントラルが2014年の拡張工事までは手狭であったため、スーペルクラシコなどのビッグゲームではナショナルスタジアムであるセンテナリオを使用することがこれまで多かった。
| クラブ名                             | スタジアム名                             | 収容人員 | 画像 |
| ------------------------------------ | ---------------------------------------- | -------- | ---- |
| CAペニャロール                       | エスタディオ・カンペオン・デル・シグロ   | 40,000人 |      |
| クルブ・ナシオナル・デ・フットボール | エスタディオ・グラン・パルケ・セントラル | 34,000人 |      |
| サッカーウルグアイ代表               | エスタディオ・センテナリオ               | 60,000人 |      |

## 記録

### 対戦成績
- 2019シーズン終了時点の両クラブの通算対戦成績[4]。

| 大会                   | 試合数 | ペニャロール 勝利 | 引き分け | ナシオナル 勝利 | ペニャロール 得点 | ナシオナル 得点 |
| ---------------------- | ------ | ----------------- | -------- | --------------- | ----------------- | --------------- |
| 国内リーグ             | 263    | 90                | 91       | 82              | 331               | 310             |
| コパ・リベルタドーレス | 38     | 13                | 15       | 10              | 44                | 41              |
| その他公式戦           | 137    | 52                | 38       | 47              | 173               | 160             |
| 公式戦通算             | 438    | 155               | 144      | 139             | 548               | 511             |
| 親善試合               | 106    | 36                | 32       | 38              | 133               | 140             |
| 通算                   | 544    | 191               | 176      | 177             | 681               | 651             |

### 連続記録
- スーペルクラシコ連続不敗
  - ナシオナル：16試合（7勝・9分）（1971年3月2日-1974年1月31日）
  - ペニャロールの連続不敗：14試合（7勝・7分）（1984年-1985年）
  - 国内リーグでの連続不敗：ペニャロール・17試合（10勝・7分）（1960年12月4日-1968年12月8日）
- スーペルクラシコ連続勝利
  - ナシオナル：8試合（1939年12月17日-1941年12月14日）
  - ペニャロールの連続勝利：6試合（1997年-1998年）
  - 国内リーグでの連続勝利：ナシオナル・10試合（1939年-1943年11月21日）
- リーグ5連覇
  - ペニャロール：2回（1958年-1962年、1993年-1997年）
  - ナシオナル：1回（1939年-1943年）

### エピソード
- ナシオナルは、1939年から1943年にかけて国内リーグ5連覇（キンケニオ・デ・オロ）を達成。この5年間に国内リーグで96試合を戦い、77勝9分10敗（318得点108失点）の成績を残した。1938年から1943年には23回スーペルクラシコが行われ、ナシオナルはペニャロールに対して18勝1分4敗と圧倒的な成績を残している。1941年12月14日の対戦では6-0で大勝し、スーペルクラシコにおける最大得点差記録を樹立。1941シーズンは、プロリーグ化以降唯一の完全優勝（20戦全勝）でリーグを制した。1943年11月21日のペニャロール戦で、史上最長となる国内リーグにおけるクラシコ10連勝を達成。
- アマチュアリーグ時代（1900-1931）の対戦成績はナシオナルの48勝30分45敗で、優勝回数はナシオナル11回、ペニャロール9回であった。当初はナシオナルがやや優勢であったが、プロリーグ化以降は次第にペニャロールが趨勢を逆転させていった。1960年代から1970年代にかけての約20年間は、両クラブの通算優勝回数はほぼ拮抗していた。1977シーズンにナシオナルが優勝して両クラブの優勝回数が32回で並んだのを最後に、1978シーズンにペニャロールが33回目の優勝を遂げて以降は常にペニャロールがリードしている状況が続いている。通算勝利数についても1982年1月16日以降はペニャロールがナシオナルをリードしている。
- サポーターの間ではスーペルクラシコでの数々のエピソードが語り継がれている。1987年4月23日の対戦では、1-1と同点の段階でペニャロールは3人の選手が退場処分となり、ナシオナルに比べて3人少ない8人でのプレーを余儀なくされたが2-1で勝利した。この試合はクラシコ・デル・ロス・オチョ・コントラ・オンセ（Clásico del los 8 contra 11、8人対11人のクラシコ）として知られている。

## ペニャロールの歴史的連続性
ペニャロールは1891年9月28日にCURCCとして創設され、1913年12月13日にペニャロールとなった。一方のナシオナルは1899年5月14日創設である。ペニャロールを、前身のCURCCと同一の組織体と見なすべきか否かについて、ファン・評論家・クラブ関係者などを巻き込んだ論争が繰り広げられている。

### 反対論者の主張
- 1913年12月13日にCURCCから分離独立する形でペニャロールが創設された。
- ペニャロール創設後も、CURCCは親会社であるセントラル・ウルグアイ鉄道の社員福利厚生のためのサッカークラブとして1915年1月22日まで活動を続けた。つまり1年以上にわたり両クラブは併存しており、歴史的連続性があるとは言えない。
- 1914年4月13日にペニャロールは新しい法人格を取得して、CURCCの活動拠点であったビジャ・ペニャロールを離れモンテビデオ市内に拠点を置き、セントラル・ウルグアイ鉄道とは無関係のメンバーにより運営された。つまりCURCCを改組した組織体であるという主張は誤りである。

### 支持論者の主張
- CURCCは1913年を最後に国内リーグを脱退した。ウルグアイサッカー協会（AUF）は、CURCCが保有していたリーグ加盟資格をペニャロールに引き継ぎ、翌1914年から国内リーグに加盟させた。従って、両クラブには歴史的連続性がある。
- 実際、CURCCは1914年以降は国内リーグに出場していない。
- 1914年4月13日にペニャロールが新しい法人格を取得したのは事実であるが、これはペニャロールがCURCCの法的地位を継承する存在であることを認識した上での法人格の付与であり、全く新しい法人が設立されたという解釈は誤りである。

CURCC時代に5回の優勝を記録していることから、仮に両者の歴史的連続性が認められないと判断された場合、クラブの歴史の古さや国内リーグの優勝回数などにおいてナシオナルがペニャロールを逆転することになり、ウルグアイサッカーの盟主論争にまで発展する。
この記事におけるデータなどの記録は、特に断りがない限りペニャロールがCURCCの歴史を引き継いでいるものとして扱っている。

## ギャラリー

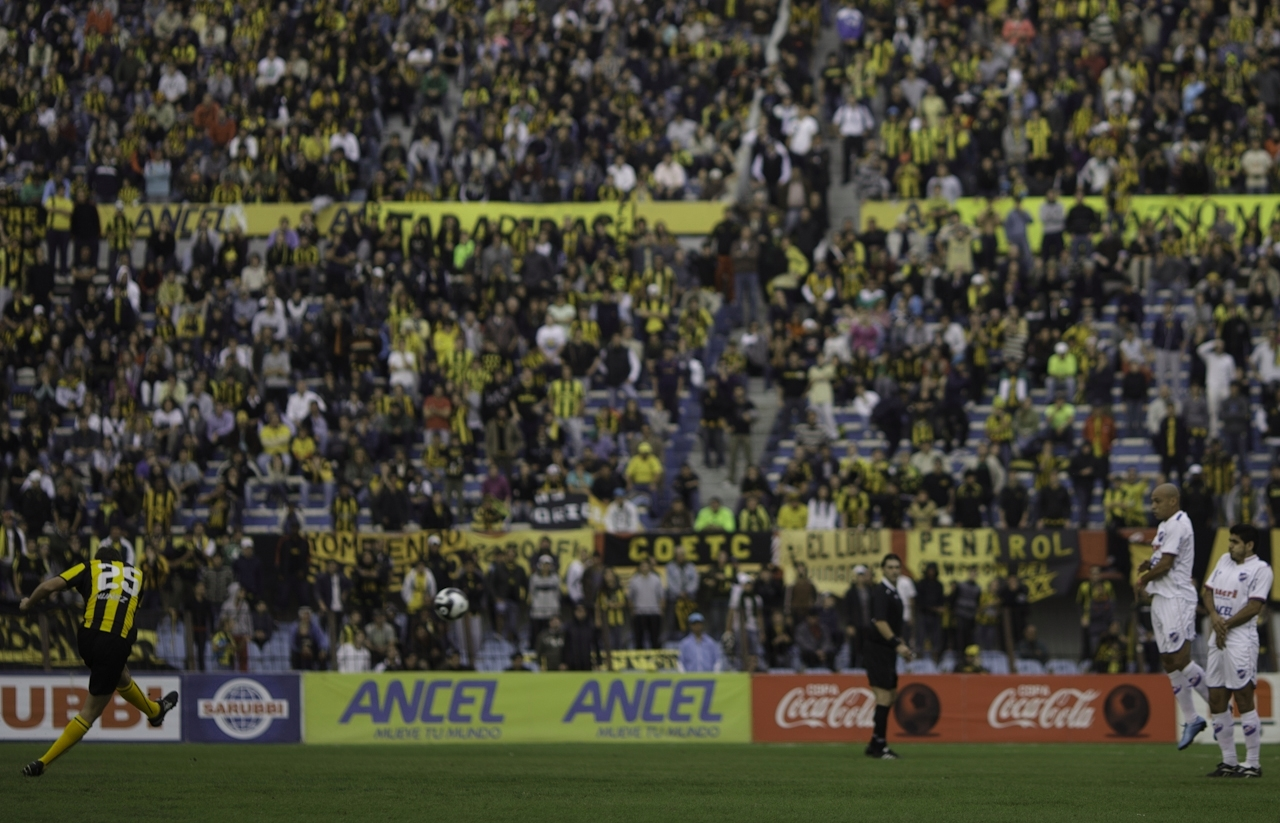
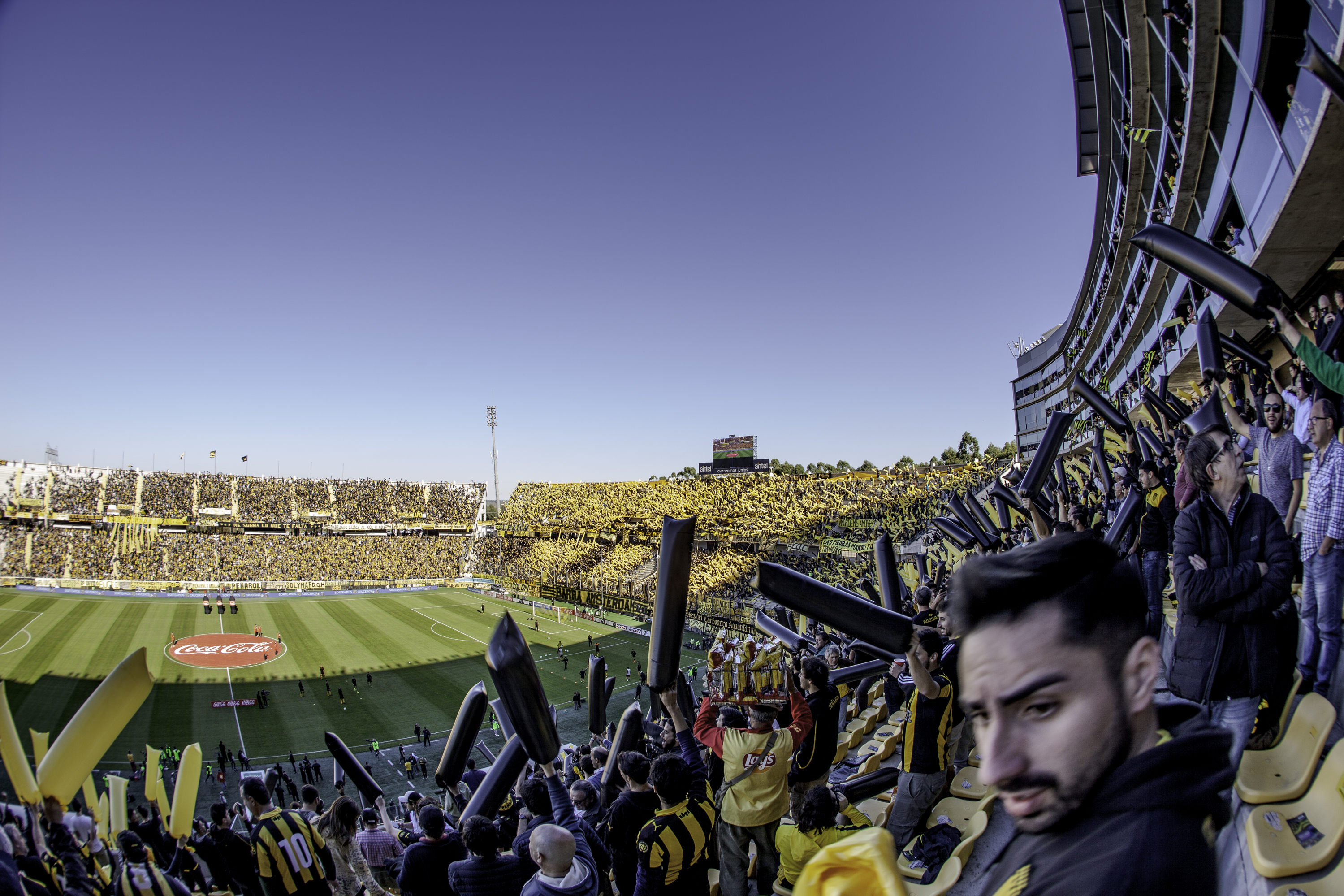
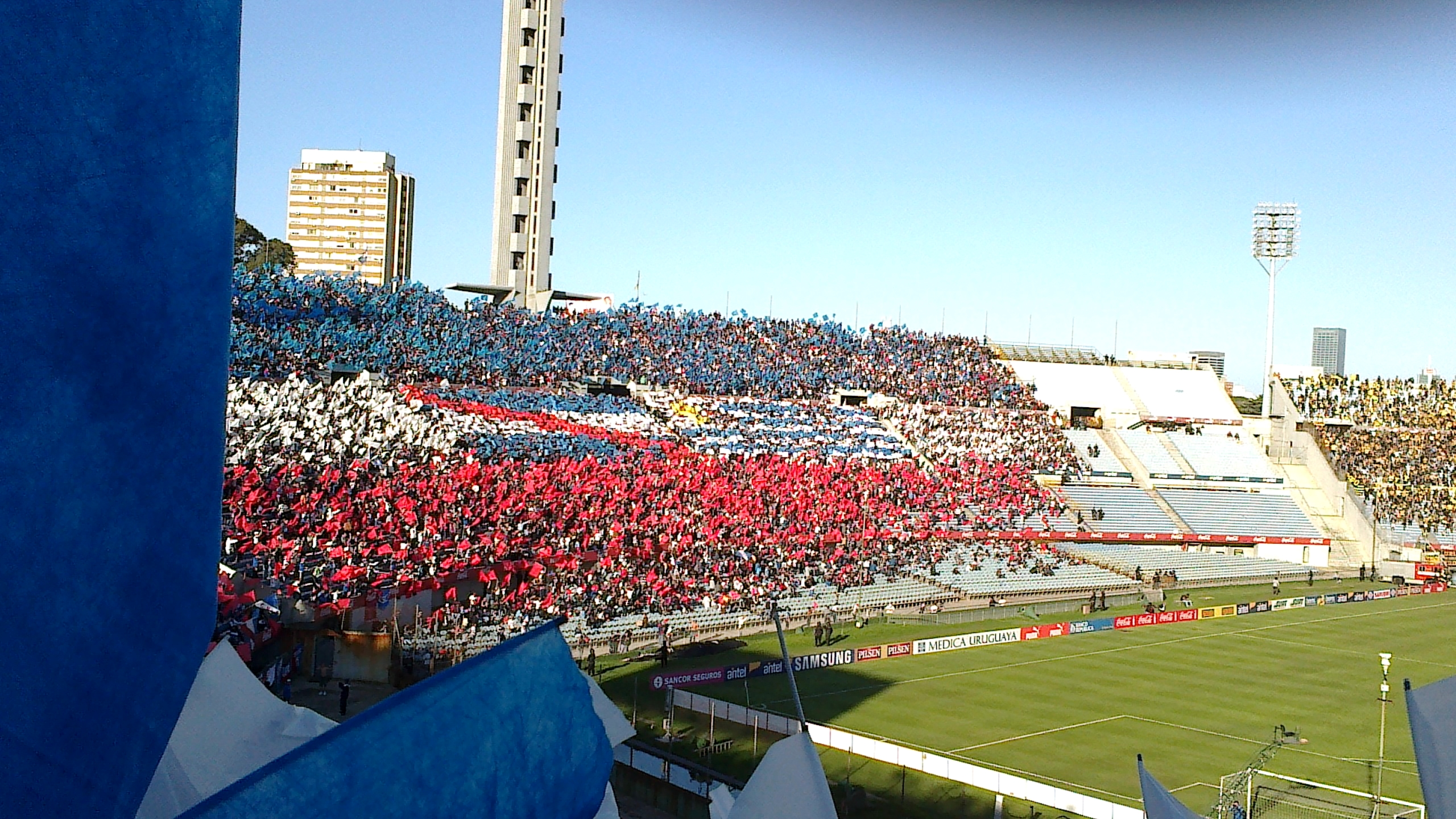
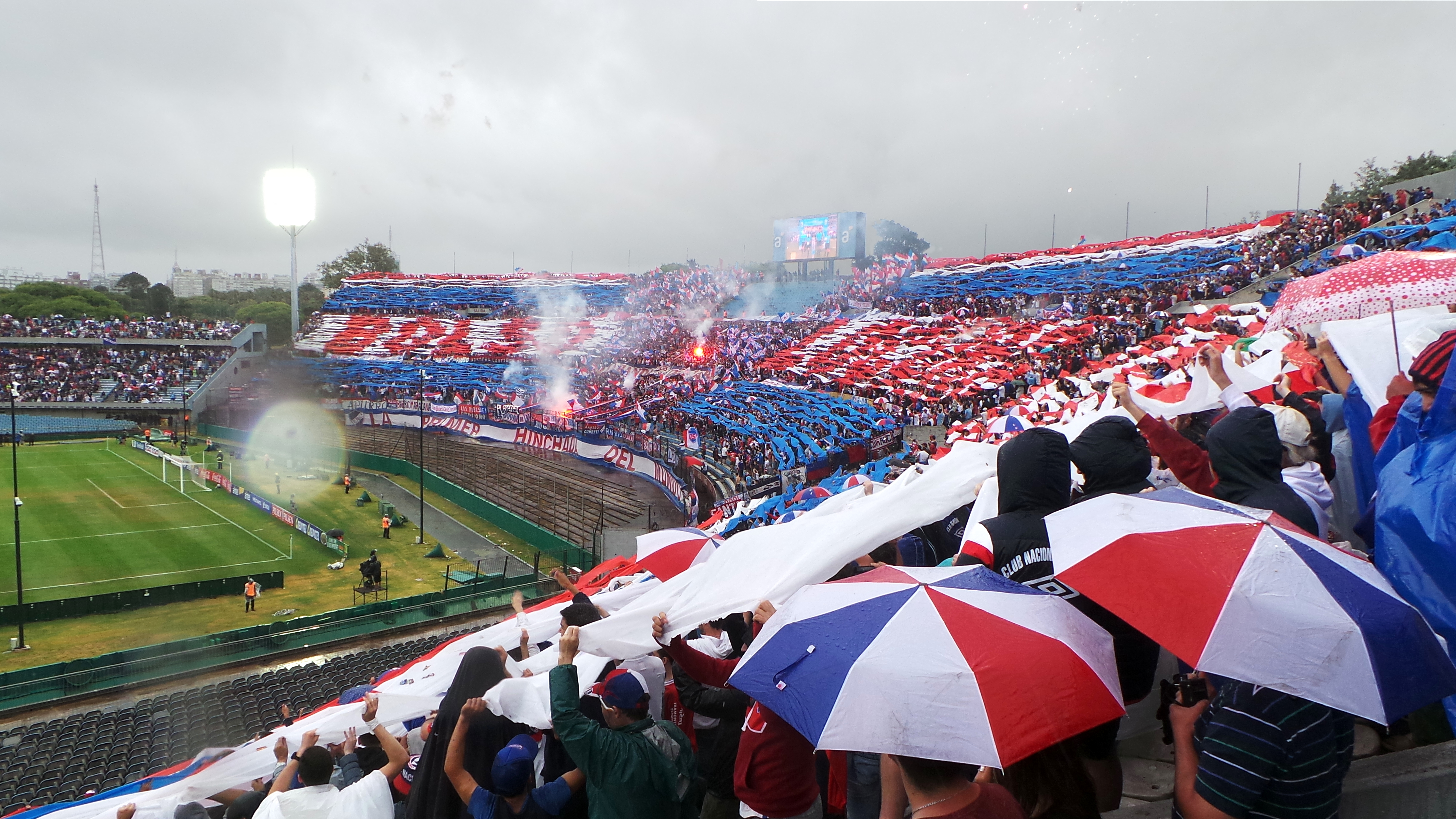